# Gatunek pieniądza
Gatunek pieniądza – definiowany poprzez nazwę własną, zbiór wszystkich monet w danym systemie monetarnym wytworzonych niezależnie od postać zewnętrznej, zwłaszcza szaty ikonograficznej, z tej samej ilości materiału o identycznej jakości, czyli cechujących się standardową masą tego samego kruszcu o określonej próbie.
Z biegiem czasu wraz z ewolucją systemu monetarnego gatunek pieniądza zdefiniowany poprzez swoją nazwę może ulegać zmianom w zakresie cech metrologicznych. Typowym przykładem jest ewolucja grosza od grubej, srebrnej monety w okresie średniowiecza, do roli drobnej monety zdawkowej kilkaset lat później.
Gatunki pieniądza zniknęły wraz z rezygnacją z parytetów kruszcowych w pierwszej połowie XX w. Z punktu widzenia użytkownika podobną do nich funkcję, jednak opartą na zupełnie innej podstawie, przejęły nominały pieniądza.